# Safia Lebdi
Safia Lebdi est une femme politique et militante française, née le 6 février 1974 à Clermont-Ferrand.
Défendant notamment le féminisme et la laïcité, membre d'Europe Écologie Les Verts, elle a créé en 2007 le mouvement des Insoumis-es, dont elle est présidente. Elle est aussi présidente de Legalize, une association défendant la libéralisation du cannabis.

## Biographie
Safia Lebdi s’engage dès 1998 auprès des femmes de son quartier, animant des réunions et par la suite une marche nationale dans 23 villes de France, « la marche des femmes contre les ghettos et pour l’égalité », qui donnera naissance à l'association Ni putes ni soumises. Cofondatrice et porte-parole, elle refuse la récupération politique et crée Les Insoumis-es. En 2010, elle est élue conseillère régionale EELV d'Île-de-France, ; à ce titre, elle préside pendant six ans la commission du film d'Île-de-France et est également membre de la commission culture (aide après réalisation et aide à l'écriture de scénarios) dotée, pour le fonds de soutien régional en Île-de-France, d’un budget de 14 millions d’euros, pour développer la production cinématographique.
En 2011, elle est l’initiatrice de l'usine de films amateurs de Michel Gondry à Aubervilliers. Une usine désaffectée d'allumettes, la Manufacture des allumettes d'Aubervilliers, est transformée en un lieu d'éducation à l'image pour les jeunes des quartiers. Safia Lebdi soutient de nombreuses créations issues des banlieues dont Houda Benyamina, qui obtient en mai 2016 au Festival de Cannes la Caméra d'or pour son premier long métrage Divines, ou le recyclage des décors de la culture avec Arstock et La Réserve des arts.
En 2012, Safia Lebdi organise la venue à Paris des Femen, en provenance Ukraine, et devient co-fondatrice de la branche française du groupe. Elle installe leur antenne dans le quartier de la Goutte-d'Or,.

## Engagement

### Engagement associatif et politique

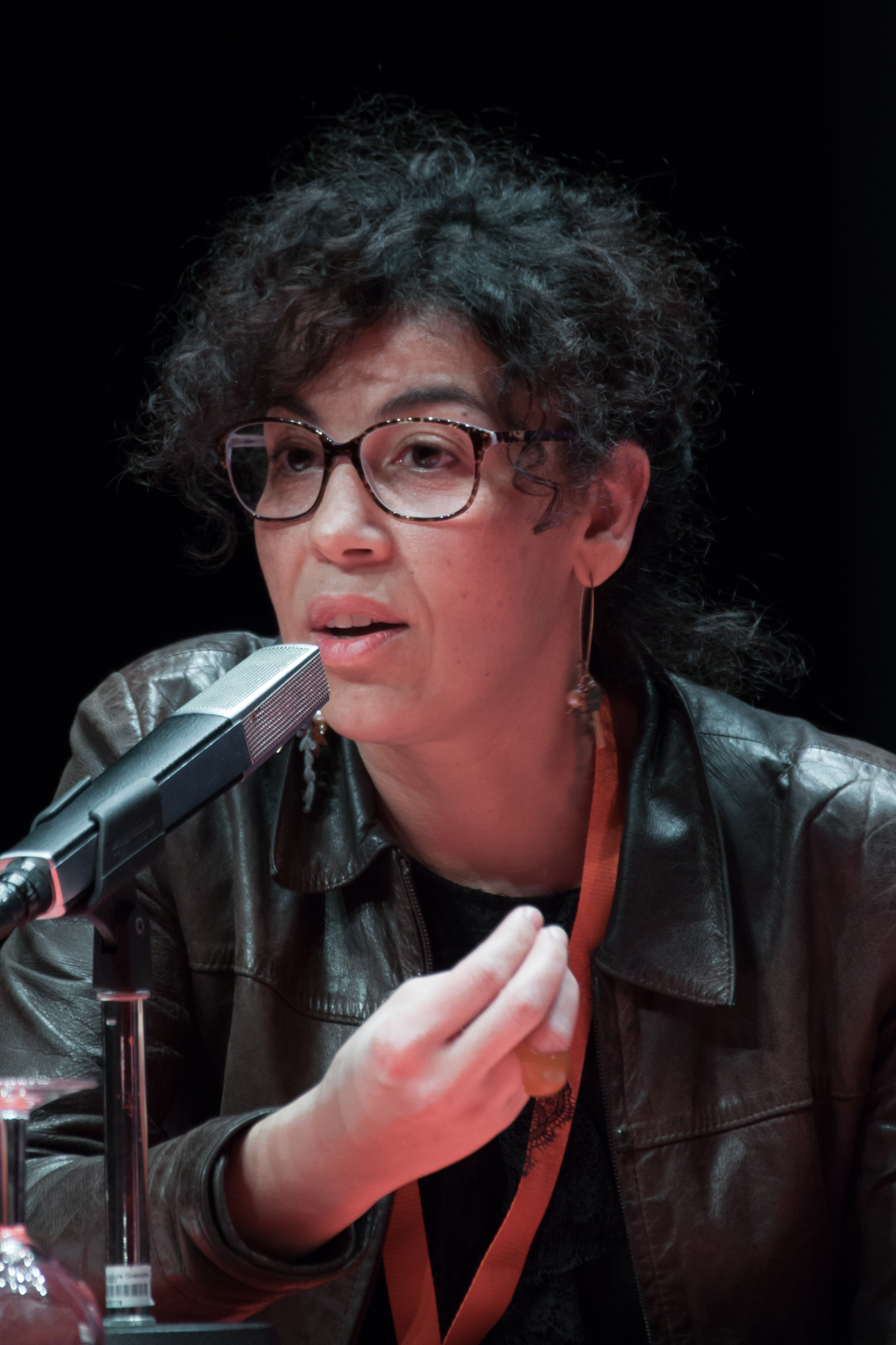
Safia Lebdi au forum Libération de 2013 à Grenoble.

Safia Lebdi fréquente très jeune la Maison des potes de Clermont-Ferrand. Elle grandit à Herbet, et attribue à son passé « religieux et banlieusard » son futur engagement. Elle deviendra la cofondatrice aux côtés de Fadela Amara du mouvement Ni putes ni soumises. Elle s'y investit en menant de nombreux projets, dont le Guide d'éducation au respect vendu à plus de 650 000 exemplaires en France et à l'étranger, et dont elle dirige la publication.
Lors de l'exposition « Mariannes d'aujourd'hui », son portrait est un de ceux choisis pour être accrochés aux colonnes de l'Assemblée nationale, afin d'illustrer l'engagement quotidien de femmes sur le terrain. Elle répond à Jean-Louis Debré, ancien président de l'Assemblée nationale, qu'elle n'a aucune fierté d'être sur ces colonnes, son combat c'est de rentrer à l'intérieur de cette assemblée pour servir son pays.
Elle organise et participe au succès de la manifestation du 8 mars 2003 à Paris, réunissant 50 000 personnes sous l’étendard de l’émancipation des femmes « partout et pour toujours ». Considérant qu'en affirmant que le féminisme n'était ni de droite ni de gauche, Ni putes ni soumises s'est peu à peu composé majoritairement de personnes de la droite conservatrice, elle tente de reprendre démocratiquement la main sur le mouvement mais échoue. Elle le quitte donc en juin 2007 pour créer les Insoumis-es, ; ce nom se voulant une réponse à la question du philosophe Bruno Latour : « Si vous n'êtes ni putes ni soumises, alors qu'est-ce que vous êtes ? »[réf. nécessaire]
En 2004, Nicole Ameline, alors ministre de la Parité et de l'Égalité professionnelle, lui propose de rejoindre son cabinet ; elle refuse, considérant qu'on peut travailler avec la droite mais pas au sein de la droite. C'est d'ailleurs ce qu'elle reproche à Fadela Amara, quand celle-ci accepte de devenir secrétaire d'État dans le gouvernement de François Fillon et sous la tutelle de Christine Boutin.
Les Insoumis-es mouvement indépendant incarné par Safia Lebdi fait l'objet dès sa création d'une agression préméditée avec violence en février 2008. Cinq personnes — dont trois cagoulées — reconnues comme faisant partie du service d'ordre de SOS Racisme font irruption dans les locaux et menacent directement Safia Lebdi.
En mai 2008, Bertrand Delanoë la rencontre pour éventuellement l'intégrer dans son équipe. Cependant, à cette période, le Parti socialiste se déchire à propos de l'élection de son premier secrétaire : cette guerre de personnes l'empêche de franchir le pas, tant elle la trouve déconnectée du terrain et des réalités des citoyens.
Le 18 décembre 2009, Cécile Duflot dévoile la liste d'Europe Écologie qu'elle mène en Île-de-France à l'occasion des élections régionales. Safia Lebdi y est candidate, et tête de liste pour le Val-d'Oise, son premier pas dans la sphère politique. La liste obtient 14,47 % au premier tour, fusionne avec la liste du PS, menée par Ali Soumaré dans le département, et obtient 57,48 % au second tour. Safia Lebdi, en deuxième position sur cette liste d'union, entre au conseil régional d'Île-de-France.
En 2012, elle soutient le rassemblement du Front de gauche en participant au meeting de lancement, elle fait le pari que l’écologie et les femmes doivent être le moteur des nouveaux partis de Gauche. En 2015, elle est titulaire sous l’étiquette EELV aux élections départementales sur le canton de Saint-Fargeau-Ponthierry en Seine-et-Marne, en tandem avec Norbert Petit. Le binôme obtient 9,82 % des voix au premier tour, score insuffisant pour accéder au tour suivant.
Elle est également présidente de l'association Legalize, qui prône la légalisation du cannabis thérapeutique et récréatif.

### Engagement laïque, féministe et anti-raciste

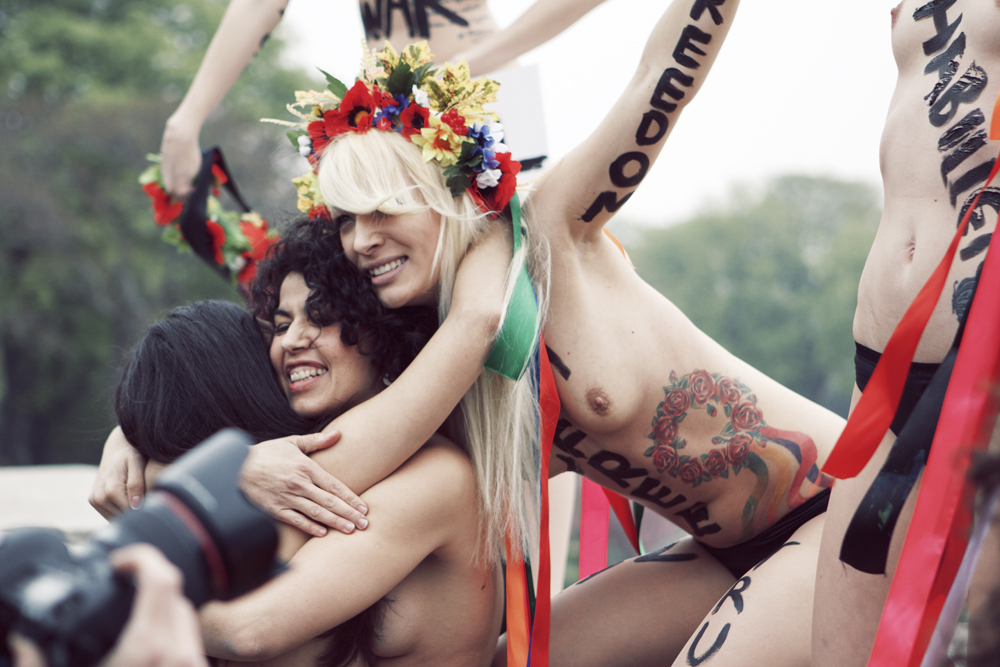
Safia Lebdi, ici avec Oleksandra Chevtchenko, participant à une action du groupe Femen en mars 2012.

Elle s'aventure durant plus d'un an dans les pays de l'est en Russie et en Ukraine à la rencontre de militantes féministes, c'est ainsi qu'elle rencontre les Femen et Voina ; certaines membres sont les fondatrices des Pussy Riot. Elle manifeste à leurs côtés plusieurs fois en Pologne en Ukraine pendant l'Euro 2012 pour dénoncer la prostitution qu'engendrent les rencontres sportives. C'est ainsi qu'elle décide de faire venir les Ukrainiennes en France pour travailler aux côtés des femmes arabes et agir contre les intégrismes et le capitalisme grandissant en Europe. En 2012, elle participe à plusieurs actions avec les Femen, qui utilisent la nudité des seins comme arme contestataire. C'est elle qui s'occupe de faire venir les Femen pour une première manifestation, à Paris, place du Trocadéro, contre la burqa. Les Femen y viennent en voile intégral, puis se dénudent, dévoilant alors leur slogan : « Intégrisme dégage ». Pour Safia Lebdi, la lutte en faveur des femmes passe par deux combats : contre la mondialisation et aussi contre la religiosité, du moins celle qui discrimine les femmes. Début 2013, elle poursuit au sein des Femen sa lutte contre l'intégrisme, puis quitte le mouvement en raison de divergences avec Inna Chevtchenko, leader de la branche française.
juillet 2012, elle s'attaque aux Jeux olympiques de Londres contre le CIO qui accepte de changer la charte olympique sous l'influence du Qatar et de l'Arabie saoudite introduisant le voile comme symbole des pays arabes. Ce qu'il faut retenir de cette action, c'est l'attitude du gouvernement britannique face à la dénonciation de la Charia de ces pays, marquée par une arrestation musclée avec test ADN et inscription au ficher Interpol des manifestantes.
Le 8 mars 2014, elle organise une action sous l’appellation Woman Révolution à Paris. Sept femmes, se présentant comme des militantes du monde arabe et musulman, ont manifesté nues devant la pyramide du Louvre à Paris contre « l’oppression », à l’occasion de la journée internationale des droits des femmes. Munies de drapeaux tunisien, iranien, égyptien, algérien, arc-en-ciel et français, elles se sont dévêtues devant l’entrée du musée, avant de marcher sur les rebords des bassins qui jouxtent la pyramide. Elles ont scandé « liberté, laïcité, égalité ». Sur leurs corps, on pouvait lire des slogans tels que « game over associé au drapeau français, ou « liberté » associé au drapeau tunisien, ainsi que des inscriptions en arabe. Parmi elles, se trouvaient Amina Sboui, Aliaa Magda Elmahdy, Maryam Namazie et Solmaz Vakilpour.
Elle participe au forum Libération le 11 avril 2014 sur le thème « En 2030, les féministes au pouvoir ? »
Le 31 décembre 2015, une vague d'agressions sexuelles collectives, de vols, de braquages et au moins deux cas de viol — tous dirigés contre des femmes — est rapportée à travers l'Allemagne, principalement à Cologne, mais aussi en Finlande, en Suède, en Suisse et en Autriche. Les Insoumis-es dénoncent la manipulation orchestrée par la police et les médias européens, à la suite de l'annonce d'Angela Merkel d’accueillir des réfugiés en Allemagne, conformément au droit d’asile et à la constitution européenne, ce que la France refusera de faire uniquement pour des raisons électorales, selon le mouvement.Les Insoumis-es et Warless day organiseront une action nue sur les marches de la cathédrale de Cologne en soutien aux réfugiés. À l’époque, Safia Lebdi est déjà conseillère régionale dans un parti qui se veut féministe, laïque et anti-capitaliste et pour elle, ça a du sens. D’ailleurs, Caroline Fourest lui fait ensuite remarquer son choix d’adhésion chez les Verts qu’elle accuse de relativisme culturel. C’est ainsi que Stéphane Sitbon, aujourd’hui conseiller à France Télévision, se retrouve à la propulser tête de liste dans le 95 aux régionales en 2010, la meilleure façon de repousser les critiques.
Safia Lebdi s’intéressait aussi essentiellement au monde arabe et aux révolutions qui se déroulaient sous nos yeux. Aliaa Magda Elmahdy, la jeune Égyptienne exilée en Norvège qui a posté une photo d’elle nue, est un symbole de liberté ainsi qu’Amina qui vit actuellement en Tunisie et continue le combat dans des conditions pas toujours faciles, en particulier depuis qu'elle soutient les droits des LGBT, Ibtissam Lachgar la fondatrice du mouvement MALI, Solmaz Vakilpour fondatrice du collectif Warless Day, Iranienne exilée à Cologne.
Safia Lebdi se bat depuis des années pour les libertés individuelles mais son éducation liée à sa culture d’origine ne pouvait la mener à la nudité. C'est la rencontre avec le mouvement Femen qui lui fait passer ce cap et c’est ainsi qu'elle décide d’être leader et la première Femen issue de l’immigration pour diversifier cette nudité.
C’est ainsi que Safia Lebdi est partie négocier en 2012 avec Anna Hutsol, fondatrice des Femen. L’utilisation du corps de la femme contre la marchandisation et la morale conventionnelle constitue une belle idée selon le mouvement qu'elles mènent. Elles pensent que si on veut faire tomber ce capitalisme qui nous dévore, la première chose que les femmes doivent faire c’est de reprendre possession de leurs corps et de leurs images. C'est ainsi qu'Amina Sboui résume le message par son action en Tunisie : le 1er mars 2013, durant le mouvement de protestation qui suit l'assassinat de Chokri Belaïd et la démission du gouvernement tunisien, elle diffuse sur les réseaux sociaux une photographie d'elle-même, seins nus, avec écrit « Mon corps m'appartient et n'est source d'honneur pour personne ».

## Publications
- Féministes, féminismes, Nouvelle donne, nouveaux défis, direction de Lilian Halls-French et Josette Rome Chastanet, éd. Sylleps, 2004
- Ressources inhumaines, direction de Jean-Luc Foucher, éd. Bourin, 2005